# Electr-O-Pura
Electr-O-Pura är det sjunde albumet av Yo La Tengo, släppt 1995.

## Låtlista
1. "Decora"
2. "Flying Lesson (Hot Chicken #1)"
3. "The Hour Grows Late"
4. "Tom Courtenay"
5. "False Ending"
6. "Pablo and Andrea"
7. "Paul Is Dead"
8. "False Alarm"
9. "The Ballad of Red Buckets"
10. "Don't Say a Word (Hot Chicken #2)"
11. "(Straight Down to the) Bitter End"
12. "My Heart's Reflection"
13. "Attack on Love"
14. "Blue Line Swinger"

Låtlistan på omslaget har fel speltider för spåren, vilket gör att den totala speltiden enligt skivan är omkring 45 minuter. Den egentliga speltiden är 58 minuter och 23 sekunder.